# コデマリ
コデマリ（小手毬、学名：Spiraea cantoniensis）とは、バラ科シモツケ属の落葉低木。別名、スズカケ。中国名は麻葉繡球。中国（中南部）原産で、日本では帰化植物。庭や庭園に植えられる。

## 特徴
落葉低木で、高さは1.5mになる。幹は叢生し、枝は細く弓なりに枝垂れる。樹皮は灰褐色で皮目があり、枝は表皮が剥がれやすい。生長すると縦に筋ができる。若い枝は暗紅色で無毛である。葉は互生し、葉先は鋭頭で、形はひし状狭卵形になる。
花期は春（4 - 5月）。白の小花を花序に集団で咲かせる。この花序は小さな手毬のように見え、これが名前の由来となっている。果実は散房状につき、果柄は下部が長い。果序は冬でも残ることがある。冬芽は卵形で褐色、芽鱗は縁に毛があり多数（12 - 15枚）が重なる。側芽が枝に互生する。葉痕は半円形で突き出し、維管束痕が3個つく。
日本では、よく庭木として植えられている。

## 変種
変種に八重咲きのヤエコデマリがある。
- Spiraea cantoniensis Lour. f. plena (Koidz.) Okuyama

## ギャラリー

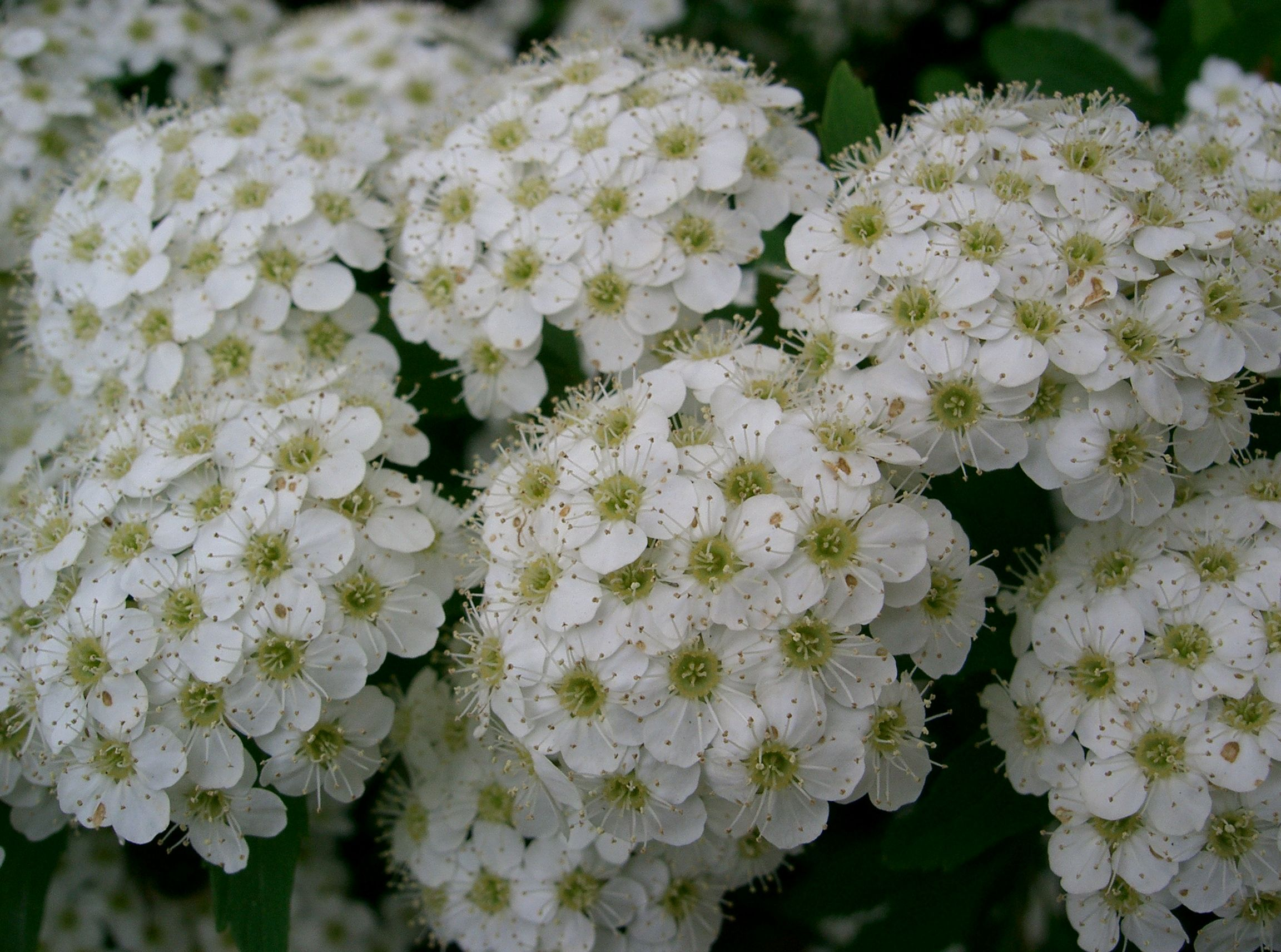
一重の花（普通種）
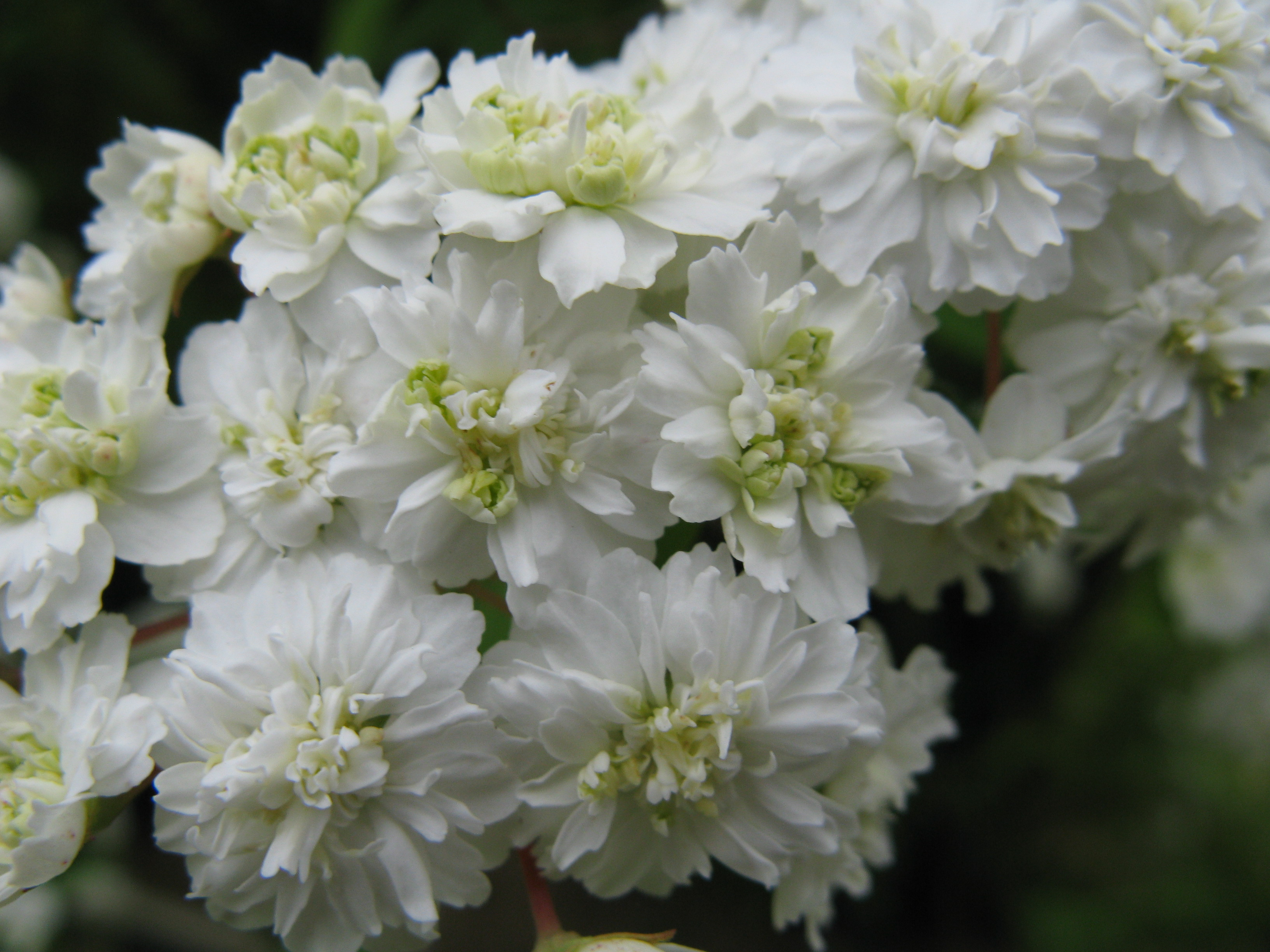
八重の花（変種）

## 他科の名前の似た種
オオデマリ・ヤブデマリという名前が似ている植物があるが、これらはスイカズラ科で本種と類縁ではない。